# Batman: Cavaliere Bianco
Batman: Cavaliere Bianco (Batman: White Knight) è una miniserie a fumetti di 8 albi, scritta e disegnata da Sean Murphy, pubblicata tra il 2017 e il 2018 dalla DC Comics. La storia si svolge in una realtà alternativa rispetto alla continuity degli albi regolari dell'universo DC e vuole essere una nuova interpretazione del rapporto tra Batman e il Joker. La premessa vede un mondo in cui la storica nemesi dell'Uomo Pipistrello riesce a guarire dalle sue psicosi e usa il suo intelletto geniale per redimersi, screditando il vigilantismo e le ossessioni del presunto protettore di Gotham City.
L'opera ottiene un notevole successo e questo permette a Murphy di realizzarne un sequel mettendo le basi per un universo narrativo alternativo che prende il nome di White Knight Universe. La miniserie viene raccolta nel 2018 in un volume brussurato per l'imprint DC Black Label, la prima della linea collected edition della neonata etichetta della DC.

## Storia editoriale
La serie è stata annunciata il 7 luglio 2017 e il primo numero è stato rilasciato il 4 ottobre dello stesso anno. Inizialmente, Batman: White Knight viene annunciata come una storia di sette numeri da considerarsi fuori continuity rispetto agli albi canonici dell'Universo DC. Al quarto albo viene estesa a 8 a otto numeri. Inizialmente la pubblicazione viene proposta tra gli albi della linea DC Comics con l'avvertenza "teen+" quindi suggerita per lettori post-adolescenziali per certi suoi contenuti con violenza e linguaggio espliciti. Secondo il DC Comics Rating System è quindi adatta per lettori di oltre 15 anni. Quando nel 2018 Dan DiDio, Jim Lee e Mark Doyle lanciano l'imprint DC Black Label, l'opera viene riproposta in volume brossurato (o Trade Paperback) il 3 ottobre 2018 sotto la nuova etichetta. Da notare che in questa edizione l'avvertenza di copertina indica la lettera "M" per quanto riguarda il target suggerito, quindi deve trattarsi di lettori adulti (oltre i 17 anni).  Il nuovo imprint si propone infatti di lanciare opere originali (o riedizioni) incentrate su storie autoriali o fuori continuity (nel caso abbiano per protagonisti super eroi dell'Universo DC). Inoltre le pubblicazioni Black Label sono indirizzate ad lettori adulti, si crea quindi un nuovo spazio editoriale dove la DC può dare maggior libertà creativa ad autori e artisti di rilievo. In questo contesto Sean Murphy ha la grande opportunità di sviluppare una sua versione della mitologia batmanina che comincia a prendere forma con la pubblicazione del sequel di Batman: Cavaliere Bianco, ovvero Batman: La maledizione del Cavaliere Bianco. Tale universo narrativo prende il nome di White Knight Universe e prevede di essere composto da limited-series sequel, prequel e spin-off dell'opera principale. Tali pubblicazioni sono tutte pubblicata per la DC Black Label. La prima opera di questo universo narrativo ad essere distribuita sotto il nuovo imprint è La maledizione del Cavaliere Bianco, il primo sequel.

## Realizzazione
Sean Murphy si era messo in evidenza presso gli editor della DC come valido disegnatore tra il 2007 e il 2014, il periodo in cui ha firmato il suo primo contratto in esclusiva per la prestigiosa casa editrice di Superman. Il suo tratto "sporco" e "graffiante" lo rendono idoneo a realizzare storie a fumetti per lettori adulti ed è infatti Karen Berger, Redattrice Esecutiva e co-fondatrice dell'etichetta Vertigo, che lo valorizza all'interno dell'imprint per i fumetti più maturi della DC. Qui Sean si mette in evidenza collaborando con autori quali Grant Morrison (con Joe the Barbarian) e Scott Snyder (con The Wake). L'opera che però gli permette di esprimere il suo valore come autore completo è Punk Rock Jesus, fumetto ucronico, iconoclasta e dissacrante di cui realizza testi e disegni. Quando nel 2016, dopo un breve periodo da disegnatore indipendente, in cui realizza Chrononauts (per il Millarworld) e Tokyo Ghost (con Rick Remender), torna alla DC per proporre un'opera che sovverte i canoni della mitologia del Cavaliere Oscuro, il progetto viene accettato. La premessa principale è quella di invertire i ruoli di Batman e Joker riproponendo il Principe del Crimine come l'eroe (il Cavaliere Bianco) e Batman come un vigilante spietato e narcisista. A questo si aggiunge una descrizione della città di Gotham più realistica e degradante (seguendo i canoni milleriani), una condanna del vigilantismo e il dilemma etico sulle vere origini del male, la ricerca dei motivi che spingono un uomo ad essere malvagio piuttosto che buono. Il Joker (rinsavito grazie a dei psicofarmaci) diviene un politico, usando l'intelligenza e il carisma del personaggio per conquistare il popolo di Gotham. DC Comics non ha avuto problemi con le idee che Murphy ha avuto per la serie e garantisce a Murphy carta bianca, permettendogli la modifica della cronologia dell'intera storia di Batman. Questo livello di indipendenza creativa è equiparabile a quello dato a Frank Miller per l'opera Il ritorno del Cavaliere Oscuro (nel 1986) e i successivi sequel e prequel che a partire dal 2001 (con The Dark Knight Strikes Again) hanno portato ad un universo narrativo autonomo denominato Dark Knight Universe. Sean Murphy può seguire le orme del Maestro newyorkese arrivando a delineare un White Knight Universe che prende definitivamente forma con Batman: La maledizione del Cavaliere Bianco, la miniserie sequel. Talvolta negli articoli di presentazione o review di queste opere si accenna anche al nome (non ufficiale) di Murphy Universe. Il presupposto di questo universo narrativo non è dissimile da quello creato da Miller, in quanto vi troviamo un Batman che ha alle spalle quasi tre decenni di lotta al crimine, anche se in questo caso non si è mai ritirato ma ha continuato la sua lotta al crimine senza sosta. Il personaggio è quindi profondamente segnato sia nel corpo sia nella mente e Batman diventa un feticcio necessario per alimentare le sue psicosi. Cambia completamente il rapporto con gli altri personaggi della Bat Family, preoccupati per la deriva presa dal loro mentore e paladino. Inoltre Murphy dice di essere stato profondamente influenzate dalle varie incarnazioni mediatiche dell'Uomo Pipistrello e dai personaggi di supporto. I suoi punti di riferimento spaziano dalla serie d'animazione del 1992 Batman, ai film di Tim Burton, dalla trilogia di Christopher Nolan a LEGO Batman - Il film. Murphy sostiene di essere un grande ammiratore della serie d'animazione di Bruce Timm e Eric Radomski, con particolare riguardo alla sua prima incarnazione, composta da 85 episodi e andata in onda tra il 1992 e il 1995 su Fox Kids. Di conseguenza ha preso spunto dalle versioni dei personaggi presenti in quella serie per poi svilupparli e riadattarli ad una storia più matura quale quella ambientata nel suo White Knight Universe. Un esempio di questo tipo di approccio lo si vede con il personaggio di Harley Quinn, nato proprio per lo show televisivo per poi essere riadattato nella continuity dei fumetti canonici di Batman. La versione fumettistica è però differente, nel costume e in certi aspetti caratteriali, rispetto a quella creata da Bruce Timm e Paul Dini per un pubblico "All Age" (adatto ad ogni età) e Murphy vuole dare la sua spiegazione a questa anomalia essendo tra l'altro un estimatore dell'Harley Quinn cinematografica interpretata da Margot Robbie o di quella delineata nei fumetti (a partire dal 1999), con particolare riguardo alle caratteristiche definite dal ciclo di storie di Amanda Conner e Jimmy Palmiotti. Murphy giustifica le differenze spiegando che vi sono state due donne ad aver indossato i panni dell'amante/complice del Joker. La prima è la psichiatra Harleen Quinzel, operatrice all'Arkham Asylum e delineata sul personaggio creato da Bruce Timm e Paul Dini per la serie animata. Questa si è però ravveduta ed è stata sostituita da una seconda Harley Quinn, animata da inclinazioni più criminali ed eccentriche, simile a quella vista nei fumetti e nella versione cinematografica. La follia del Joker lo ha portato a non accorgersi neppure del cambiamento di identità della sua partner, di cui diviene consapevole solo quando rinsavisce tornando ad essere Jack Napier.
Murphy ha rivelato che il ero nome del Joker in White Knight è Jack Napier, un riferimento al film di Batman di Tim Burton del 1989, in cui anche il Joker (interpretato da Jack Nicholson) condivide quel nome. Il film del 1989, insieme a The Dark Knight Trilogy di Christopher Nolan, ispirò anche il design di Murphy della Batmobile in White Knight. Una delle sottotrame di White Knight coinvolge uno degli antagonisti della storia che utilizza un raggio di congelamento per racchiudere una porzione di Gotham City nel ghiaccio, un riferimento al film del 1997 Batman & Robin.

## Trama
Batman e il Joker si stanno affrontando nell'ennesimo duello notturno per le strade di Gotham City: a fianco del Cavaliere Oscuro ci sono Nightwing (Dick Grayson) e Batgirl (Barbara Gordon), mentre a fare da spettatori ci sono il commissario Gordon e i suoi agenti del Distretto di Polizia. Batman insegue con furia la sua nemesi spingendo al limite la sua vettura armata e corazzata, incurante dei danni provocati alle strutture cittadine e rischiando di travolgere dei manovali che si stanno occupando di manutenzione pubblica. Il Joker sembra rifugiarsi per caso in una fabbrica di farmaci ormai in disuso; quando viene raggiunto da Batman, i due si trovano in un laboratorio sperimentale con flaconi pieni di pillole. Il Joker comincia a provocare Batman sostenendo che la sua sola presenza di fatto ha giustificato l'esistenza del Cavaliere Oscuro, il quale opera non per il bene della città ma per cercare di guarire dai suoi demoni. Arriva ad affermare che, senza Joker (e gli altri bizzarri cattivi della città), Batman si troverebbe perso e preda dei suoi traumi. Colpito nel segno, Batman fa ingurgitare al Joker numerose pillole sparse per quel laboratorio di fronte a degli attoniti agenti di Polizia; in tal modo porta inconsapevolmente a termine il piano del suo rivale in quanto quel farmaco sperimentale porterà alla guarigione delle psicosi del Joker, che torna ad essere Jack Napier. La scena in cui Batman si scatena contro l'inerme rivale rischiando di ucciderlo viene per giunta ripresa da uno smartphone, diventando virale. Come voluto da Napier, questo tormentato e duraturo duello tra i due sta per portare ad un nuovo tipo di conflitto.
Una volta riportato ad Arkham, Jack Napier comincia a studiare la propria difesa in aula, documentandosi su testi giuridici e sulle attività politiche della città; l'intento è di trasformare il processo in una sua personale campagna politica tesa a screditare il Dipartimento di Polizia di Gotham e il suo indiscriminato appoggio a un giustiziere che agisce al di fuori della legge, infrange i diritti civili, ignora le procedure di arresto e causa danni per tre miliardi di dollari all'anno alle infrastrutture cittadine. Come previsto da Jack, le sue audizioni in aula sono un successo. Riesce ad evidenziare che vi è solo un'accusa per rapina a suo carico, ma non si è mai dimostrato nessun reato grave quale l'omicidio o gravi crimini contro cittadini inermi. Col supporto di cartelle cliniche riesce inoltre a dimostrare che non solo ha trovato una cura per guarire dalle sue psicosi, ma che le terapie somministrategli al manicomio di Arkham gli procuravano disturbi della personalità. Il colpo definitivo inflitto alle autorità riguarda il rapporto tra Batman e l'élite finanziaria/politica di Gotham che lui rinomina I Guardiani. Arriva a dimostrare che i danni miliardari provocati dal Primo Giustiziere di Gotham sono fonte di guadagno per i grandi immobiliaristi della città che, in combutta col sindaco Hill e i suoi consiglieri, speculano sulla ricostruzione delle zone danneggiate. Dal momento che ad essere colpiti sono spesso i quartieri poveri e/o periferici, i lotti di questi distretti son acquisiti a prezzi bassi dalle famiglie più ricche che poi ne vedono lievitare la valutazione una volta che vengono ricostruiti grazie ai fondi pubblici. L'esistenza e il mito del Joker, così come di altri criminali, è servita ad alimentare il business più profittevole della città: la faida tra Batman e Joker. Jack Napier viene prosciolto e, una volta liberato, è acclamato dalle fasce meno abbienti, come paladino di una lotta verso i Guardiani e le loro politiche elitarie; in difesa delle ingiustizie dei politici corrotti, del vigilantismo incontrollato e della corruzione della Polizia, Jack si proclama il Cavaliere Bianco di Gotham City.
Il riabilitato Napier riesce ad accaparrarsi le simpatie dei quartieri più poveri e colpiti dalle attività del Cavaliere Oscuro. Tra questi vi è Backport, dove riesce a portare dalla sua parte Duke, ex-poliziotto e ex-soldato: in questo quartiere egli è un punto di riferimento per chi ha bisogno di aiuto e vuole redimersi, e si è ritirato da agente del Distretto di Gotham in quanto ne ha visto la corruzione. Da qui inizia la campagna elettorale dell'ex-Joker per arrivare a coprire il ruolo di consigliere comunale e tentare quindi di colpire i Guardiani, oltre che cercare di dare una soluzione all'imperante vigilantismo di Gotham. Dal pulpito della sua carica pubblica mette in evidenza le contraddizioni delle attività di Batman e dei suoi affiliati quali Batgirl e Nightwing. Se l'Uomo Pipistrello volesse davvero aiutare il Dipartimento di Giustizia avrebbe messo a disposizione di una squadra specializzata i suoi avanzati veicoli quali le Bat-mobili e le sue innovative armature, e collaborato in maniera più integrata con le forze dell'ordine. A tal fine Jack riesce a far approvare una task force (denominata GTO) dove vengono convogliati i fondi per i danni compiuti da Batman e specificatamente creata per combattere i super criminali. Riesce persino a persuadere Nightwing e Batgirl a farne parte (senza rivelare le loro identità). Il suo primo obiettivo è raggiunto: Batman è isolato e paranoico, viene dipinto dai media come una scheggia impazzita e ha perso sia l'appoggio dei cittadini sia quello del suo storico alleato/amico Gordon.
Per spingere Batman a crollare, Napier convoca alcuni dei supercriminali che più di altri hanno dato filo da torcere al giustiziere di Gotham. Per spingerli ad unire le loro forze (fattore inspiegabilmente mai preso in considerazione) e tenerli sotto controllo, l'ex Joker utilizza la tecnologia per controllare le menti del Cappellaio Matto. A questo punto li spinge a trascinare Batman per le strade e portarlo al limite, senza però far commettere ai villain nessun crimine contro la popolazione. Come previsto il Cavaliere Oscuro perde il controllo e viene incolpato di danni alle infrastrutture e della distruzione della Biblioteca che Napier stava allestendo. Bruce manca ormai di ogni punto di riferimento dal momento che il maggiordomo Alfred (la persona che l'ha cresciuto) muore per una grave malattia; per cercare di curarlo si è avvalso dell'aiuto e della tecnologia criogenica di Mister Freeze, ma tutto è stato vano. Dopo decenni di lotta al crimine (e avanti nell'età), dopo aver perso il primo Robin (probabilmente morto), e senza più il supporto di Alfred, Jim, Dick Grayson e Barbara, ora Batman è alla deriva. Jack Napier sembra aver avuto la sua rivalsa, avendo posto fine al crimine e al vigilantismo del Cavaliere Oscuro. Nell'equazione si pone però una variabile imprevista, ovvero Harley Quinn, nella sua (finora inspiegata) duplice versione.
Dopo essere tornato in sé, Jack Napier vorrebbe rimediare al modo in cui ha trattato Harley, l'unica donna che abbia mai amato, ma con sua sorpresa scopre che quella che lui credeva essere Harleen Quinzel non è più l'Harley Queen che gli è stata a fianco negli ultimi anni: la dottoressa che si era innamorata di lui quando lo cercava di aiutare con la psicoanalisi all'Arkham Asylum lo ha lasciato quando non è riuscito a dissuaderlo dal torturare e uccidere Jason Todd (il secondo Robin). Il suo posto è stato preso da Marian Drews, una ragazza autolesionista, esibizionista ed instabile (che è poi il personaggio estremo e squilibrato che è presente nell'attuale continuity dei fumetti di Batman canonici). Al contrario di Harley, Marian rifiuta di credere che il Joker non esista più e considera Jack Napier una maschera (fattore non da escludere); si nomina così Neo Joker e, indagando sui file secretati della Polizia di Gotham e del municipio, arriva a scoprire i legami tra lo scienziato nazista Von Frees (padre di Mister Freeze) e la famiglia Wayne: tra i protettori e finanziatori dello scienziato vi era lo stesso Thomas Wayne, padre di Bruce. Con l'aiuto del Cappellaio Matto trova la località segreta dove è stato sviluppato un enorme cannone congelante (retaggio della guerra fredda) e lo usa contro la città, arrivando a congelarne una parte dei distretti e dei cittadini. Dichiara poi di smettere l'attacco solo se il Napier è disposto a smettere di curarsi e tornare da lei come Joker.
La situazione è resa ancor più drammatica dal fatto che Batman è stato arrestato con l'aiuto dell'ex-spalla Dick Grayson e la GTO: ironia della sorte, ora si trova rinchiuso al manicomio di Arkham, ma ha ancora la maschera per volere di Jack Napier (che ne ha già scoperto l'identità) e dello stesso Dick. Per salvare la città c'è però bisogno ancora una volta del Cavaliere Oscuro che deve agire in coppia con Napier (il Cavaliere Bianco) che di sua iniziativa decide di smettere di prendere le medicine e far riemergere la personalità ego maniaca del Joker. Nasce quindi un improbabile coppia che, sulla bat-mobile, si dirige al pontile dove si trova il Neo Joker e il temibile Cannone Congelante. Inoltre, Jack rivela che Jason Todd è in realtà ancora vivo, perché proprio in quel giorno fatale in cui il Joker stava per ucciderlo dopo averlo torturato per scoprire l'identità di Batman, il primo Robin aveva sussurrato "Vorrei non aver mai incontrato Bruce Wayne", al che il clown psicopatico lo ha lasciato andare; spiega anche che era già al corrente dell'identità di Batman, in quanto ogni spesa ai danni collaterali proveniva indirettamente dalla Wayne Enterprises.
Pur ostacolati da Neo Joker ma aiutati dai membri della GTO e del Dipartimento di Gotham, Batman e il redivivo Joker riescono ad avere la meglio e raggiungono la terribile arma che sta affliggendo la città. Con l'aiuto di un redento Mister Freeze il raggio viene invertito e il macchinario diventa un cannone scongelante: ne segue un innalzamento improvviso delle acque che rischia di travolgere chiunque si trova su quell'isola. Il Joker rischia di annegare ma viene salvato da Batman mentre le due Harley si danno battaglia. Il Neo Joker crede che la vera natura di Napier sia quella del Clown folle, mentre la prima e originale crede che dietro la maschera vi sia una persona nobile e geniale. Alla fine la Neo Joker perde nel combattimento corpo a corpo, e viene arrestata e rinchiusa ad Arkham. Quella è però la fine che spetta anche a Jack Napier, che confessa di aver manipolato i super criminali per portare Batman all'esasperazione e porsi quindi come soluzione al problema della corruzione e criminalità cittadina. Jack si trova anche costretto a smettere di prendere le pillole che gli permettono di mantenere sotto controllo la sua personalità schizofrenica; il motivo è dovuto ai gravi effetti collaterali che cominciano a minarne la salute.
In prigione, Jack Napier decide di sposare Harleen Quinzel con un suo ultimo atto di lucidità, con Batman e il Commissario Gordon come paradossali testimoni del matrimonio. La GTO rimane attiva e può giovare della tecnologia usata da Batman contro il crimine, compreso ogni modello di bat-mobile e gadget vari. Il Cavaliere Oscuro si reca da Jim Gordon e per la prima volta gli mostra la sua vera identità, si toglie la maschera e si rivela come Bruce Wayne. Vuole che tale notizia sia diffusa al fine che i cittadini della sua città ricomincino ad avere fiducia in Batman e nelle sue intenzioni. Ora non ci sono più segreti.

## Personaggi
- Joker/Jack Napier: è la nemesi di Batman da molti anni e ne rappresenta l'antitesi sia a livello visivo sia sul piano etico. Mentre il giustiziere di Gotham si mostra come una figura cupa e oscura, il Joker appare come un clown dai comportamenti demenziali. Quest'ultimo viene dipinto dalla sua ex-psicologa (ed ex-amante) Harley Quinzel come un comico fallito che soffre di disturbi della personalità ma che è pericoloso in quanto dotato di una mente geniale. Arriva a Gotham col desiderio di sfondare nel mondo dello spettacolo, ma la sua comicità non ha presa sui cittadini della città. Mancando di autocritica, in quanto narcisista cronico, vuole prendersi una rivincita compiendo delle rapine ma è qui che viene folgorato dall'incontro con Batman, eroe mascherato e apparentemente imperscrutabile. Ne diviene ossessionato e da quel momento in poi ogni sua azione è compiuta in funzione di attirare l'attenzione del Cavaliere Oscuro. Secondo la diagnosi di Harley, il Joker è realmente solo innamorato di Batman e non è mai stato interessato a lei (come donna), tesi confermata poi dalla donna che l'ha sostituita (Harley Quinn II/Neo Joker). Nel fumetto White Knight di Murphy il Joker riesce a trovare dei farmaci sperimentali che bloccano le sue ossessioni e calmierano i disturbi psichiatrici. Ritrova quindi un equilibrio (apparente) e una rinnovata stabilità emotiva. Rimane però il suo narcisismo e l'ossessione per Batman. Dopo essere stato scagionato in quanto guarito a livello psichiatrico e non essendoci reali prove per i capi di accusa più gravi, inizia una nuova battaglia. Si dedica alla politica prendendo i voti tra i cittadini meno abbienti della città e comincia ad accusare i metodi da vigilante fuorilegge di Batman e i suoi nascosti legami con un distretto di Polizia corrotto quanto l'amministrazione pubblica della città. Ora il Joker, tornato ad essere Jack Napier, può sconfiggere Batman, impresa che è sempre stata alla sua portata. Lo stesso Joker ha evidenziato a Batman come lo abbia sempre sfidato ad un livello nel quale il presunto eroe poteva prevalere, ma se Jack Napier avesse voluto, l'Uomo Pipistrello sarebbe stato eliminato dai cieli di Gotham da diversi anni.
- Batman/Bruce Wayne: il Cavaliere Oscuro protagonista dell'opera è reduce da decenni di lotta al crimine e l'eterna guerra intrapresa lo ha segnato profondamente nel corpo e nella mente. Si sente in colpa per aver perso il suo primo sideckick (Jason Todd), è ossessionato dalla sua crociata (infinita) contro i criminali di Gotham e ha perso l'appoggio di figure importanti quali Alfred, Jim Gordon e gran parte degli stessi cittadini della città che si è dedicato a proteggere. Al pari del Dark Knight di Miller è un vigilante con alle spalle quasi tre decenni di lotta al crimine, profondamente segnato sia nel corpo sia nella mente. Il suo obiettivo non è più la lotta al crimine per il bene dei cittadini di Gotham, ma una crociata (ormai persa) che serve a mantenere in vita l'unica vera certezza della sua vita, ovvero la sua identità di Cavaliere Oscuro, il vero paladino di Gotham contro super criminali bizzarri e (talvolta) inconcludenti. Questo lo rende però miope su chi realmente detiene la morsa del crimine sulla Città operando tramite la corruzione (sui politici e le forze dell'ordine) e arricchendosi grazie a speculazioni immobiliari rese possibili dai danni compiuti dallo stesso Batman e da quei folli villain che una volta rinchiusi a Gotham (carcere di massima sicurezza) riescono sempre e comunque ad evadere in breve tempo.
- Harley Quinn II / Neo Joker: è la seconda donna a prendere il ruolo di Harley. Prima era Marian Drews un'impiegata di Banca autolesionista che un giorno, mentre è al lavoro, decide di togliersi la vita. Mentre si sta tagliando i polsi, il Joker compie una rapina nella sua banca e la rapisce, curandola e salvandole la vita. Il Clown del crimine non abusa di lei e le offre un ricovero cominciando a chiamarla Harley. La prima ad avere quel ruolo, Harleen Quinzel, non è più al suo fianco ma ha deciso di lasciarlo quando crede che abbia ucciso Robin. Apparentemente il Joker sembra non accorgersene e la tratta come se fossero la stessa persona. Marian si innamora di lui e quindi si presta al cambio di persona ma rispetto alla versione originale è più incline a comportamenti eccentrici e le piace commettere atti criminali. Lei adora il Joker così com'è, non pretende di mitigarne i comportamenti o avvallarne gli aspetti più umani. Quando la sua follia sembra sparire e il Joker torna ad essere lucido e razionale, Marian non lo accetta e arriva a sfidare Batman e l'intera città come il Nuovo Joker (o "Neo Joker") anche perché come Jack Napier, l'ex Clown del crimine ha capito lo scambio di persona e ora si riscopre innamorato della prima Harley Quinn.
- Dick Grayson: agisce a fianco di Batman come Nightwing, dopo essere stato il secondo Robin. Da notare che nella continuity dell'universo canonico della Bat Family Dick Grayson è stato il primo Robin mentre nel White Knight Universe, il primo side kick del Cavaliere Oscuro è stato Jason Todd che però (pare) sia stato ucciso dal Joker. Il Clown del Crimine afferma però di non ricordarsi neppure come e se ha veramente assassinato Jason. Dick ormai è un combattente esperto e si trova in conflitto con un Batman invecchiato e sempre più immerso nella sua ossessive battaglie contro bizzarri supercriminali. Si sente il padrone della città e agisce come se sopra di lui non ci sia nessuna autorità e persino Gordon fatica a trattenerlo. Quello che però preoccupa maggiormente Dick, così come Batgirl (Barbara Gordon) sono l'uso della violenza (improprio in certi casi) e una vena autolesionista. Perdendo fiducia nel suo mentore (e patrigno) Dick aderisce alla Unità per la soppressione del terrorismo a Gotham (o GTO), voluta da Jack Napier e autorizzata dalle forze dell'ordine. Batman lo vede come un tradimento e tra i due sembra crearsi una frattura senza precedenti che li porta da una rissa corpo a corpo, fermata solo dall'intervento di Barbara Gordon.
- Renee Montoya: detective di origine ispanica, partner di Bullock e confidente di James Gordon. Preparata e incorruttibile, viene considerata da Gordon come il suo miglior Agente e per questo la nomina come suo successore a Commissario della Polizia di Gotham. Questo nonostante vi siano detective più anziani e più esperti ma non per questo più affidabili. Gordon ha infatti assistito all'arrivo alla centrale di Renee come semplice agente per poi vederne la gavetta e assistere alla sua rapida e meritevole ascesa al ruolo di Detective. Alla luce degli scandali politici e della corruzione nel suo stesso commissariato (esposta da Jack Napier) James decide di affidargli il suo incarico quando è intenzionato a correre come Sindaco. Oltre a questo Renee si mostra più ragionevole e propensa a venire a compromessi con Batman e i suoi sidekick, ha intuito più di altri che il problema della criminalità a Gotham si instaura in molteplici livelli della società, a partire dalle strade fino ad arrivare al Municipio e nel centro finanziario nella città. Batman è un fattore con il quale (per ora) bisogna convivere e trovare un equilibrio.

## Raccolte originali
- Batman: White Knight, Sean Murphy (testi e disegni), edizione Trade Paperback (in volume brossurato)[2], 232 pp., Full Color (a colori), M (per lettori adulti), $19.99 (diciannove dollari/99) collana:  Collected Edition Graphic Novel[2], imprint: DC Black Label, raccoglie Batman: White Knight nn.1-8, distribuzione: 3 ottobre 2018. ISBN 9781401279592